# Zseleznogorszk (Krasznojarszki határterület)
Zseleznogorszk zárt város Oroszország területén, a Krasznojarszki határterületen belül. 2010-ben 84 795 lakosa volt. Elsősorban volt atomiparáról nevezetes.

## Története
A város a szovjet időkben a Krasznojarszk-26 postafiók alatt volt elérhető a külvilág számára, neve ismeretlen volt, a térképeken nem tüntették fel. A többi titkos városhoz hasonlóan a városnak csak postafiók neve volt, ami azt sugallta, mintha Krasznojarszk város egyik kerülete lenne, azonban annak középpontjától 45 km-re északkeletre található. 
A várost 1950-ben alapították atomfegyverekhez való plutónium előállítása céljából.
A védelmi tervek atomipari létesítményt tartalmaztak, amit a város északi szélén lévő gránitsziklákba vájt alagutakban valósítottak meg. Ugyanott űrkutatási létesítményt is létrehoztak.
A város titkos volt 1992-ig, amikor Borisz Jelcin akkori orosz elnök elrendelte, hogy a titkos városok használhatják a történelmi nevüket. Azonban a város a lakosság döntése alapján zárt maradt, kívülállók csak külön engedéllyel látogathatják.
A város utolsó atomreaktorát 2010 áprilisában kapcsolták ki véglegesen, azonban katonai célú atomipari feldolgozóegység továbbra is működik, és egy kereskedelmi alapokon működő atomhulladék-tároló üzem.
Itt található a JSC Information Satellite Systems, Oroszország legnagyobb műholdgyártója, a GLONASZSZ (az orosz GPS) rendszer legnagyobb fejlesztője. 